# Чичестер, Джордж, 5-й маркиз Донегол
Джордж Август Гамильтон Чичестер, 5-й маркиз Донегол  (англ. George Augustus Hamilton Chichester, 5th Marquess of Donegall; 27 июня 1822 — 13 мая 1904) — англо-ирландский аристократ, военный и промоутер компании, член Палаты лордов.
В юности он был офицером 6-го пехотного полка по закупкам и директором железнодорожных компаний. Он обанкротился в 1866 году и умер при невыгодных обстоятельствах, унаследовав титул пэра в 1889 году. Овдовев в 1901 году, он объявил, что готов снова жениться за 25 000 фунтов стерлингов, которые будут выплачены ему самому, и в последний год своей жизни наконец-то смог обзавестись сыном и наследником.

## Ранняя жизнь
Родился 27 июня 1822 года. Старший из трех сыновей лорда Эдварда Чичестера (1799—1889), священника Ирландской церкви, который был деканом Рафо, и младшим сыном Джорджа Чичестера, 2-го маркиза Донегола. Его матерью была бывшая Амелия Спред Дин О’Грейди (? — 1891), дочь адвоката Генри Дина О’Грейди .
Джордж Чичестер готовился к военной карьере и был зачислен в британскую армию. 27 октября 1843 года он перешел от прапорщика к лейтенанту 6-го пехотного полка полка по закупкам. В 1846 году он был также директором железнодорожной компании London and Exeter Direct и членом Временного комитета Бирмингема и Абериста Direct Railway.
Сестра Чичестера, Аннабелла Августа, была женой Вашингтона Ширли, 9-го графа Феррерс (1822—1859), и матерью Сьюэллиса Ширли, 10-го графа Феррерса (1847—1912). У Джорджа Чичестера также было два брата, Генри Фицуорин Чичестер (1834—1928) и Адольфус Джон Спенсер Черчилль Чичестер (1836—1901), и еще одна сестра, Доркас Джулиана Фанни (? — 1890). Лорд Адольф, женившийся на Мэри, единственной дочери полковника Роберта Пила Доусона (1818—1877), был дедушкой Джеймса Чичестера-Кларка, барона Мойолы (1923—2002), премьер-министра Северной Ирландии.

## Второй респондент и первый брак
После вступления в силу Закона о супружеских отношениях 1857 года Джордж Чичестер по меньшей мере трижды выступал в новом суде по бракоразводным делам. Он был соответчиком за супружескую измену в деле Ллойда против Ллойдаа и Чичестера, а также снова в деле Мура против Мура и Чичестера. 1 июля 1859 года суд вынес постановление о расторжении брака Муров, и 9 августа Чичестер женился на миссис Мур. Но в 1863 году он успешно подал в суд заявление о признании этого брака недействительным, подав иск против «Вирджинии Элизабет Мур, ложно названной Вирджинией Элизабет Чичестер», на том основании, что ни одна разведённая женщина не могла вступить в повторный брак в течение трех месяцев после указа. The Spectator сухо назвал это «факт, который Мистер Чичестер, с его большим опытом в таких случаях, было, казалось бы, уже известно», и добавил, что «дело является одной из тех, которые создают вульгарный убежденность в том, что класс, к которому принадлежит Мистер Чичестер является исключительно аморальным».

## Банкротство
В июле 1866 года Джордж Чичестер, проживавший в то время по адресу Слоун-стрит, 55, Найтсбридж, отреагировал на иск о банкротстве, заключив соглашение со своими кредиторами о выплате им 2 шиллинга 6 пенсов в фунте стерлингов (12,5 %) тремя частями.

## Пэрство
В 1853 году, отец Джорджа Чичестера, лорд Эдвард Чичестер, стал наследником его старшего брата Джорджа Гамильтона Чичестера, 3-го маркиза Донегола (1797—1883), когда единственный выживший сын последнего умер неженатым в Неаполе. 20 октября 1883 года после смерти 3-го маркиза Донегола 84-летний лорд Эдвард Чичестер унаследовал титул 4-го маркиза Донегола вместе с несколькими вспомогательными титулами. А его старший сын Джордж Чичестер получил титул учтивости — граф Белфаст. Поскольку большая часть поместий Донегол не была завещана, они были унаследованы двоюродной сестрой Чичестера Гарриет Августой Анной Сеймуриной, женой Энтони Эшли-Купера, 8-го графа Шафтсбери.
После смерти своего отца 20 января 1889 года Джордж Чичестер стал 5-м маркизом Донегол, а также 5-м бароном Фишервиком в Пэрстве Великобритании, что дало ему место в Палате лордов. Он не записан как когда-либо выступавший там.

## Поздние браки
31 августа 1865 года Джордж Чичестер женился во второй раз на Мэри Энн Уильямс Кобб (? — 11 ноября 1901), младшей дочери Эдварда Кобба из Арнольда, Кент, и Кенсингтона. Брак был бездетным, и его жена умерла в ноябре 1901 года. Её последний адрес был 7, Аппер-Рок-Гарденс, Брайтон. Завещание было передано Элис Кобб, вдове, и все ее имущество было оценено в 43 фунта.
В феврале 1902 года, через несколько недель после смерти своей второй (или, возможно, первой) жены, маркиз Донеглл дал объявление в «Дейли телеграф» о леди, «желающей приобрести звание пэриссы»… за двадцать пять тысяч фунтов стерлингов наличными будущему мужу, она должна быть вдовой или старой девой, а не разведённой". 23 декабря 1902 года, уже восьмидесятилетним, маркиз Донегол, вновь женился на Вайолет Гертруде Твининг (1880—1952), единственной дочери Генри Сент-Джордж Твининга, банкира из Галифакса, Новая Шотландия, и Кумб-Оак, Кингстон-Хилл, графство Суррей . У супругов родился один ребёнок, Эдвард Артур Дональд Сент-Джордж Гамильтон Чичестер (род. 7 октября 1903 года), который стал 6-м маркизом Донегол, когда его отец умер 13 мая 1904 года. Сам маркиз Донегол, адрес которых на момент смерти был 117, Кромвель-роуд, Кенсингтон, умер в 42, Норфолк-Роуд, Брайтон, оставив состояние, которое оценивалось всего в 27 фунтов стерлингов.
Его вдова умерла 8 октября 1952 года в возрасте 72 лет. Его маленький сын Эдвард вырос и стал журналистом и военным корреспондентом.